# 遠野志貴 (声優)
遠野 志貴（とおの しき）は、日本の男性声優。
同人サークル「TYPE-MOON」製作の『月姫』に登場する主人公の遠野志貴と同姓同名だが、このキャラに由来している訳ではなく本名であるという。
フロンティアワークスが運営するプレイバイウェブ『蒼空のフロンティア』に声優として参加している。これ以外では現在のところゲーム会社「エクスペリエンス」の作品に出演している。

## 出演作品

### ゲーム
2009年
- 蒼空のフロンティア（キャラクターボイス）

2012年
- 円卓の生徒 The Eternal Legend（ヴィンドール、エレソール）

2013年
- デモンゲイズ（レゼルム・ランティール[3]）

2014年
- 剣の街の異邦人 ～白の王宮～ （ギリウス[4]）
- デモンゲイズ Global Edition（レゼルム・ランティール）
- 東京新世録 オペレーションアビス（謎の男[5]）

2021年
- デモンゲイズ・エクストラ（レゼルム・ランティール）